# Стіві Чалмерс
Стіві Чалмерс (англ. Stevie Chalmers; 26 грудня 1935, Глазго — 29 квітня 2019) — шотландський футболіст, що грав на позиції нападника. Найбільш відомий виступами за «Селтік».

## Клубна кар'єра
Стіві Чалмерс починав свою кар'єру в невеликих британських командах. В 1959 році він перейшов до «Селтіка», де швидко закріпився в основному складі. З 1959 року по вересень 1971-го Стіві провів за «кельтів» 13 сезонів, за які встиг виграти 6 чемпіонських титулів, 4 кубки країни, 5 кубків ліги та здобути Кубок європейських чемпіонів сезону 1966-67, у фіналі якого він на 85-й хвилині забив вирішальний гол. Після того як в 1971-му Чалмерс покинув Селтік Парк, він ще декілька років виступав за «Грінок Мортон» та «Партік Тісл» у нижчих дивізіонах Шотландії, доки в 1975 році не завершив кар'єру гравця.

## Виступи за збірну
У збірній Стіві Чалмерс дебютував 3 жовтня 1964 року на Домашньому чемпіонаті Великої Британії в матчі проти збірної Уельсу, в якому його команда програла з рахунком 3-2. В першому ж матчі він відзначився голом. Останній матч був зіграний 16 листопада 1966 року у відборі до Євро-68 проти команди Північної Ірландії.

## Титули і досягнення
- Чемпіонат Шотландії
  - Чемпіон (6): 1965–66, 1966–67, 1967–68, 1968–69, 1969–70, 1970–71
- Кубок Шотландії
  - Володар (4): 1964–65, 1966–67, 1968–69, 1970–71
  - Фіналіст (4): 1960–61, 1962–63, 1965–66, 1969–70
- Кубок шотландської ліги
  - Володар (5): 1965–66, 1966–67, 1967–68, 1968–69, 1969–70
  - Фіналіст (2): 1964–65, 1970–71
- Кубок європейських чемпіонів
  - Володар (1): 1966–67
  - Фіналіст (1): 1969–70